# Nicolás Martínez Valdivieso

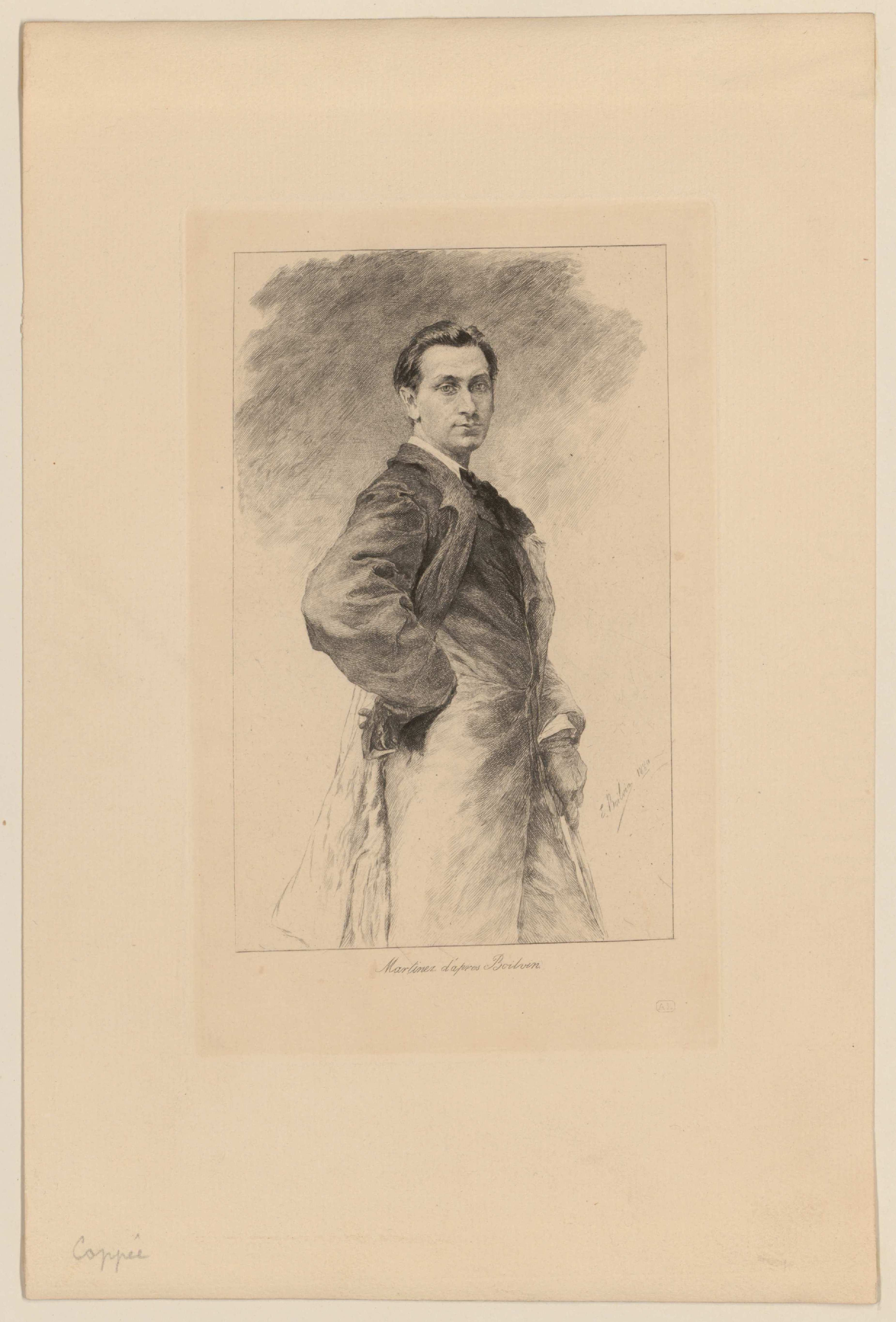
Retrato de François Coppée, grabado a punta seca de Nicolás Martínez sobre dibujo de Émile Boilvin. Madrid, Biblioteca Nacional de España.

Nicolás Martínez Valdivieso, grabador calcógrafo andaluz del siglo XIX que residió en París. Nacido en Cádiz, en 1879 remitió a la Exposición de Bellas Artes de Cádiz cuatro grabados al aguafuerte que fueron premiados con medalla de oro. En Auvers-sur-Oise conoció a Vincent Van Gogh en sus últimos días, con quien almorzó reiteradas veces en el Auberge Ravoux.

## Obras
- Dom Garcie de Navarre
- Les Contes de La Fontaine
- Œuvres de J. Racine